# 1902 w sztukach plastycznych

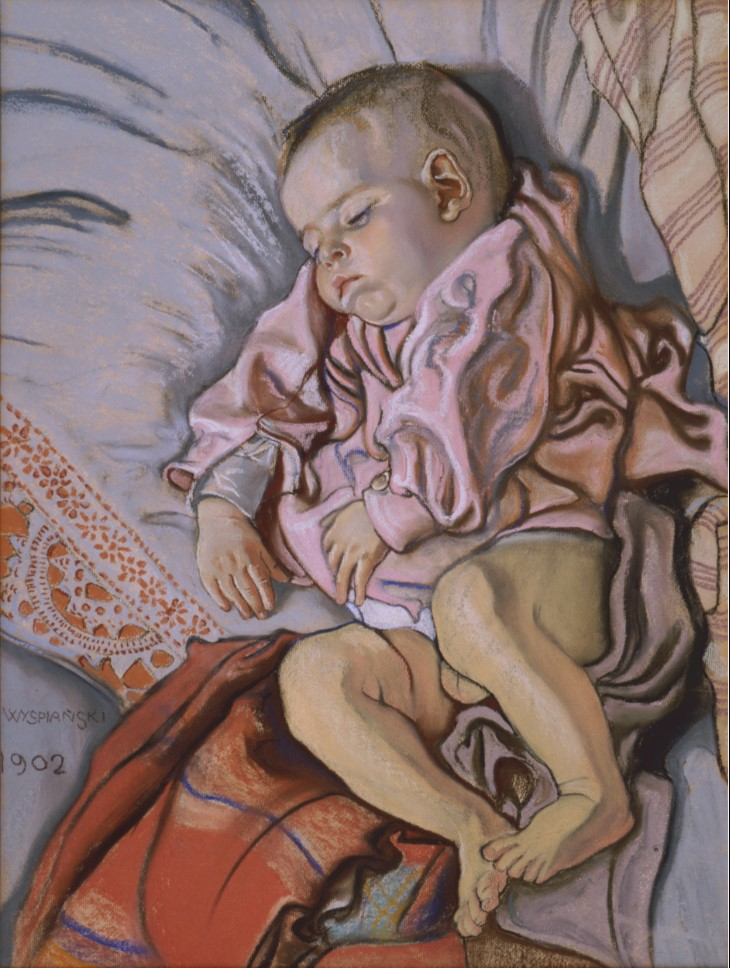
Stanisław Wyspiański Śpiący Staś

Wydarzenia w sztukach plastycznych i wizualnych w 1902 roku.

## Wydarzenia
- W pałacu Ca’ Pesaro w Wenecji otwarto galerię Galleria Internazionale d’Arte Moderna[1].

## Malarstwo
- Julian Fałat

Fauny – akwarela na papierze, 42x74 cm
- Paul Gauguin

Opowieści barbarzyńskie
- Gustav Klimt

Emilie Floege
- Stanisław Ignacy Witkiewicz

Pejzaż nocny (1901-1902) – olej na płótnie
- Leon Wyczółkowski

Autoportret – olej na tekturze, 68x31 cm

## Rysunek
- Stanisław Wyspiański

Śpiący Staś – pastel na papierze, 64,5×47,5 cm

## Urodzeni
- Alfons Długosz (zm. 1975), polski malarz i fotografik
- Lucjan Adwentowicz (zm. 1937), polski malarz
- Alicja Hohermann (zm. 1943), polska malarka żydowskiego pochodzenia
- 19 stycznia – David Olère (zm. 1985), malarz i plakacista polskiego pochodzenia
- 27 lutego – Ľudovít Fulla (zm. 1980), słowacki malarz, grafik, ilustrator, scenograf
- 3 marca – Isabel Bishop (zm. 1988), amerykańska malarka i graficzka
- 4 marca – Jerzy Wolff (zm. 1985), polski malarz, grafik, krytyk sztuki
- 17 maja – Karol Ferster (zm. 1986), polski rysownik, karykaturzysta
- 3 czerwca – Antoni Trzeszczkowski (zm. 1979), polski malarz
- 18 czerwca – Jan Wydra (zm. 1937), polski malarz, grafik
- 13 września – Richard Paul Lohse (zm. 1988), szwajcarski malarz i grafik
- 21 września – Toyen (zm. 1980), czesko-francuska malarka awangardowa, przedstawicielka surrealizmu
- 7 listopada – Zdzisław Przebindowski (zm. 1986), polski malarz
- 8 grudnia – Wifredo Lam (zm. 1982), kubański malarz

## Zmarli
- Mór Adler (ur. 1826), węgierski malarz
- Paul Merwart (ur. 1855), francuski malarz i ilustrator
- 7 stycznia – John Brett (ur. 1831), brytyjski malarz
- 26 maja – Walerij Jakobi (ur. 1843), rosyjski malarz
- 8 sierpnia – James Tissot (ur. 1836), francuski malarz
- 23 sierpnia – Henryk Siemiradzki (ur. 1843), polski malarz
- 20 października – Julie Wilhelmine Hagen-Schwarz (ur. 1824), bałtycka malarka niemiecka, portrecistka
- 29 listopada – Gustav Breuning (ur. 1827), niemiecki malarz